# HUD (відеоігри)

HUD гри Wolfenstein 3D: Панель внизу екрана показує поточний рівень, кількість очок, життів, портрет героя, кількість здоров'я та боєприпасів, поточну зброю.

HUD  є частиною графічного інтерфейсу користувача, яка дозволяє отримати різноманітну ігрову інформацію не викликаючи додаткові меню. Свою назву отримала через схожість з технологією, яка була розроблена для сучасних військових літаків та дозволяє пілотові бачити важливу інформацію на лобовому склі.

## Поширені елементи HUD
- Кількість здоров'я/життів — класичний елемент хадів, який показує інформацію про стан здоров'я гравця, важливих персонажів та інколи босів. При отриманні гравцем пошкоджень, індикатор здоров'я може повідомляти про це не тільки цифрами, але й блиманням та зміною кольору. Такі ефекти часто використовуються на повний екран, тобто саме поле огляду змінює колір або позицію (наприклад, коли гравець отримує удар у ближньому бої).
- Зброя та кількість боєприпасів — майже всі ігри, в яких використовується зброя, показують гравцеві поточну зброю і кількість набоїв у ній, доступну для неї кількість та типи боєприпасів. Магічна зброя також може мати свій боєзапас, зазвичай у вигляді магічної енергії, кристалів або інших «магічних» юнітів.
- Рівень та досвід гравця — цей індикатор характерний для ігор жанру RPG, і дозволяє гравцеві побачити скільки досвіду у нього вже є, і скільки потрібно для здобуття наступного рівня.
- Прогрес — поточний рівень чи мапа, на якій знаходиться гравець, кількість очок/грошей, поточне завдання/квест, процент завершених завдань.
- Інвентар/Швидкий доступ — деякі ігри мають панель з доступними предметами, які гравець може швидко використати: наприклад, медичний набір чи захисний костюм.
- Спідометр — характерна деталь хаду відеоігор з транспортними засобами.